# Cenebrun
Pour les articles homonymes, voir Cenebrun (homonymie).

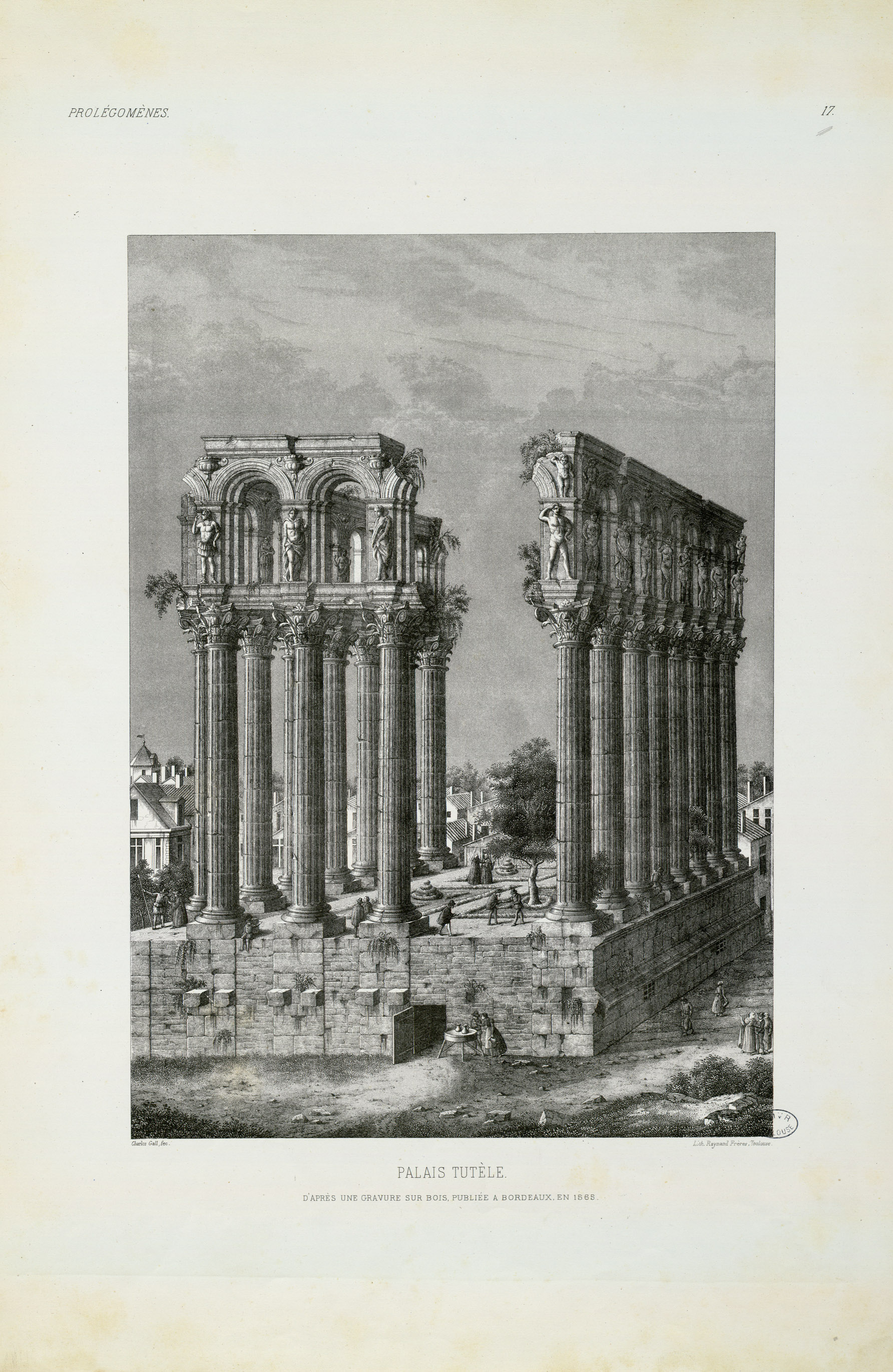
Vestiges du temple des Piliers de Tutelle en 1565.

Cenebrun est un personnage légendaire du début de l'ère chrétienne, présenté au XVIe siècle comme le premier « roi de Bordeaux ».

## Légende
Selon cette légende, la ville de Bordeaux est fondée sous les empereurs Titus et Vespasien (Ier siècle). Le fils cadet de ce dernier, Cenebrun, a épousé Gualienne ou Galienne, l'aînée de Titus. Vespasien en fait le premier roi de la ville.
De là, Cenebrun conquiert ou gouverne plusieurs provinces du midi de la Gaule (Gaule narbonnaise, Gaule aquitaine). À Bordeaux, il fait ériger le temple des Piliers de Tutelle, qu'il consacre à Priape et où des visiteurs « de toutes les parties du monde viennent s'adonner à la luxure et au coït ». Galienne, quant à elle, fait construire le palais Gallien,, « qui était alors le plus noble et le plus beau palais qui fût sous le ciel ».
Cenebrun a sept enfants de sa femme, et une quarantaine de diverses concubines. Entre eux, il répartit son immense royaume, conservant la suzeraineté à Bordeaux. À son cadet nommé aussi Cenebrun — le préféré du couple — échoit le Médoc, à l'époque « célèbre pour la bonté de ses eaux, la grandeur de ses forêts et la quantité de poissons qu'on prenait sur ses côtes », et pour ses « deux villes, Huiraut et Brivat (parfois Hivrans et Hivrac), qui (seront plus tard) détruites par Charlemagne ». Pour lui rendre visite aisément, Gallienne fait ouvrir aux frais de l'habile courtisane Brunisende une « route plate et rectiligne comme une corde » entre son palais et la mer, qu'elle parcourt régulièrement dans son char d'or. 
Pour ses aînés, Cenebrun obtient du « roi de Viane » la main de ses deux filles. Ammys, Aunys ou Annys, épouse le jeune Cenebrun, comte du Médoc.

## Origine
Les documents les plus anciens qui rapportent cette légende sont :
- le Livre des Bouillons (du nom des gros clous de cuivre qui ornent sa couverture), manuscrit des archives de l'ancienne Jurade de Bordeaux rédigé du  XVe siècle au début du XVIe siècle ;
- le Livre Velu de Libourne (ainsi qualifié en référence à la peau de veau qui le couvre), cartulaire de la ville de Libourne, écrit en trois langues (gascon, latin, français) entre 1399 et 1498[5] ;
- le Livre des Coutumes de la ville de Bordeaux[2].

Elle est peut-être inspirée par l'importance de la maison de Lesparre entre 1324 et 1394, dont le seigneur Cenebrun IV (ou Gaucem-Brun) puis son fils Florimont possédaient des fiefs jusqu'à Bordeaux. 
On peut aussi penser que la propagation de cette version romancée, à la fin de la guerre de Cent Ans, est un moyen pour l'autorité royale de forger un mythe fondateur qui ignore les véritables ducs d'Aquitaine, Aliénor, le Prince noir et la domination anglaise.